# Кутєво
Кутєво (хорв. Kutjevo) — місто на сході Хорватії, у Славонії, в адміністративному підпорядкуванні Пожезько-Славонської жупанії, «винна столиця Хорватії». Розташоване приблизно за 20 км на північний схід від Пожеги.
Кутєво славиться своїми винами, а місцеве сільськогосподарське акціонерне товариство Kutjevo d.d. є найбільшим експортером вин у Хорватії.

## Населення
Населення громади за даними перепису 2011 року становило 6 247 осіб. Населення самого поселення становило 2 440 осіб.
Динаміка чисельності населення громади:
Динаміка чисельності населення центру громади:

## Населені пункти
Крім поселення Кутєво, до громади також входять: 
- Бектеж
- Бєлишеваць
- Цигленик
- Фероваць
- Грабар'є
- Градище
- Хрнєваць
- Кула
- Лукач
- Митроваць
- Овчаре
- Пореч
- Шумановці
- Томиноваць
- Венє
- Ветово

## Клімат
Середня річна температура становить 10,97 °C, середня максимальна – 25,24 °C, а середня мінімальна – -5,84 °C. Середня річна кількість опадів – 777 мм.
| Клімат поселення                              | Клімат поселення | Клімат поселення | Клімат поселення | Клімат поселення | Клімат поселення | Клімат поселення | Клімат поселення | Клімат поселення | Клімат поселення | Клімат поселення | Клімат поселення | Клімат поселення | Клімат поселення |
| Показник                                      | Січ.             | Лют.             | Бер.             | Квіт.            | Трав.            | Черв.            | Лип.             | Серп.            | Вер.             | Жовт.            | Лист.            | Груд.            |                  |
| Середній максимум, °C                         | 5,97             | 8,02             | 12,52            | 17,01            | 22,19            | 25,24            | 24,96            | 24,30            | 20,22            | 14,96            | 9,25             | 5,24             |                  |
| Середня температура, °C                       | 0,05             | 2,13             | 6,62             | 11,11            | 16,28            | 19,33            | 21,17            | 20,50            | 16,40            | 11,17            | 5,43             | 1,43             |                  |
| Середній мінімум, °C                          | −5,84            | −3,78            | 0,74             | 5,21             | 10,38            | 13,42            | 17,34            | 16,70            | 12,62            | 7,36             | 1,62             | −2,37            |                  |
| Норма опадів, мм                              | 48               | 47               | 47               | 59               | 74               | 99               | 69               | 68               | 57               | 69               | 78               | 62               |                  |
| Середньомісячна швидкість вітру, м/с          | 2.02             | 2.29             | 2.58             | 2.51             | 2.21             | 2.04             | 2.00             | 1.82             | 1.83             | 1.91             | 2.01             | 2.09             |                  |
| Середньомісячна сонячна радіація, кДж/м²·день | 4271             | 6962             | 10853            | 15248            | 19112            | 21069            | 22072            | 19998            | 14878            | 9177             | 4834             | 3588             |                  |
| --------------------------------------------- | ---------------- | ---------------- | ---------------- | ---------------- | ---------------- | ---------------- | ---------------- | ---------------- | ---------------- | ---------------- | ---------------- | ---------------- | ---------------- |
| Джерело:                                      |                  |                  |                  |                  |                  |                  |                  |                  |                  |                  |                  |                  |                  |